# Parafia św. Antoniego Padewskiego w Jęczmieniszkach
Parafia św. Antoniego Padewskiego w Jęczmieniszkach (lt. Eitminiškių Šv. Antano Paduviečio parapija) – parafia rzymskokatolicka w Jęczmieniszkach. Jest parafią w Dekanacie Kalwaryjskim archidiecezji wileńskiej.

## Historia
W 1744 roku wieś leżała w parafii Niemenczyn w dekanacie wileńskim diecezji wileńskiej. W 1685 r. wieś ofiarowano misjonarzom w Wilnie. Uważa się, iż zbudowali oni tutaj kaplicę, zamkniętą przez Rosjan w 1866 r.
Parafia powstała w 1922 r., a dwa lata później zbudowano drewniany kościół. W 1934 r. leżała w dekanacie kalwaryjskim archidiecezji wileńskiej. Tego samego roku proboszczem parafii został litwin ks. Ambroży Jakawonis. 

### II wojna światowa
Podczas II wojny światowej władze Armii Krajowej zainteresowały się ks. Jakawonisem, gdy terenowa konspiracyjna siatka kontrwywiadu przekazała meldunek, że w kazaniach obiecuje on 300 dni odpustu za zabicie Polaka. Działalność antypolska i kolaboracja z policją litewską (Saugumą) skłoniły sztab Okręgu Wileńskiego AK do zbadania sprawy i wpłynięcia na ks. Jakawonisa, by zaprzestał tego rodzaju działań. Po przybyciu na teren parafii zrobiono wywiad, który potwierdził zarzuty wobec miejscowego proboszcza. Po południu pierwszego dnia świąt Wielkanocnych (w 1944 roku) grupa operatywna, w skład której wchodziło m.in. dwóch oficerów kontrwywiadu, przybyła na plebanię. Ksiądz Jakawonis przyjął ich wrogo i usiłował zniszczyć jakieś kartki. Okazało się, że był to „kolejny numerowany donos na polskich parafian z Jęczmieniszek, adresowany do Saugumy”. W donosie tym chciał przesłać wykaz mieszkańców swojej parafii, należących do siatki konspiracyjnej AK i wrogich wobec niemieckiego okupanta. Lista zawierała kilkadziesiąt nazwisk i gdyby trafiła w ręce litewskiej policji i gestapo, byłaby wyrokiem śmierci dla tych ludzi i być może groziłaby zesłaniem do obozów koncentracyjnych ich rodzin. Proboszcza wzięto poza Jęczmieniszki i decyzją Wojskowego Sądu Specjalnego AK zapadł wyrok śmierci i konfident został rozstrzelany. Miejsce jego pochówku jest nieznane. W 1988 r. na cmentarzu w Jęczmieniszkach wzniesiono pomnik upamiętniający księdza Jakawonisa.